# Чжао Лань
Чжао Лань (кит. упр. 赵兰, пиньинь Zhào Lán; род. 1 июля 1963) — китайская шахматистка, международный мастер (1985) среди женщин.
Чемпионка Китая 1982 г.
В составе сборной Китая участница 11-й Олимпиады (1984) в Салониках.